# Équipe cycliste Brisbane Continental
L'équipe cycliste Brisbane Continental est une équipe cycliste australienne qui a existé en 2018. Durant cette saison, elle participe aux circuits continentaux de cyclisme et en particulier l'UCI Oceania Tour. 

## Histoire
L'équipe est créée en 2018 directement sous la forme d'une équipe continentale,. L'équipe s'arrête à l"issue de cette saison.

## Brisbane Continental Cycling Team en 2018[3]

### Effectif
| Effectif 2018                              | Effectif 2018     | Effectif 2018    | Effectif 2018                      |
| Cycliste                                   | Date de naissance | Pays             | Équipe précédente                  |
| ------------------------------------------ | ----------------- | ---------------- | ---------------------------------- |
| Joshua Beikoff                             | 21 août 1998      | Australie        |                                    |
| Jonathan Butler                            | 28 septembre 1994 | Australie        |                                    |
| David Edwards                              | 21 avril 1993     | Australie        | Charter Mason Giant Racing (2015)  |
| Jordan Kerby                               | 15 août 1992      | Australie        | Drapac Professional Cycling (2016) |
| Oliver Martin                              | 23 juin 1995      | Australie        | Roth-Škoda (2015)                  |
| Mitch Neumann                              | 8 novembre 1993   | Australie        |                                    |
| Jonathon Noble (1 janv.–15 juin)           | 9 juillet 1996    | Australie        |                                    |
| Thomas Robinson                            | 30 novembre 1989  | Australie        | NSW Institute of Sport (2017)      |
| Oliver Smith                               | 26 février 1996   | Australie        |                                    |
| Ryan Thomas                                | 2 février 1995    | Australie        | Data3 Cisco Racing-Scody (2016)    |
| Michael Vink                               | 22 novembre 1991  | Nouvelle-Zélande | Sojasun espoir-ACNC (2016)         |
| Calan White                                | 2 avril 1999      | Australie        |                                    |
|                                            |                   |                  |                                    |
| Sources : ProCyclingStats Cycling Quotient |                   |                  |                                    |

### Victoires
| Victoires | Victoires                           | Victoires        | Victoires | Victoires    | Victoires |
| Date      | Course                              | Pays             | Classe    | Vainqueur    |           |
| --------- | ----------------------------------- | ---------------- | --------- | ------------ | --------- |
| 21 janv.  | 5e étape, New Zealand Cycle Classic | Nouvelle-Zélande | 2.2       | Jordan Kerby |           |